# Воля-Ганковська
Воля-Ганковська (пол. Wola Hankowska) — село в Польщі, у гміні Миканув Ченстоховського повіту Сілезького воєводства.
Населення — 347 осіб (2011).
У 1975-1998 роках село належало до Ченстоховського воєводства.

## Демографія
Демографічна структура станом на 31 березня 2011 року:
|          | Загалом | Допрацездатний вік | Працездатний вік | Постпрацездатний вік |
| -------- | ------- | ------------------ | ---------------- | -------------------- |
| Чоловіки | 165     | 31                 | 120              | 14                   |
| Жінки    | 182     | 32                 | 123              | 27                   |
| Разом    | 347     | 63                 | 243              | 41                   |